# Choi choi cổ khoang

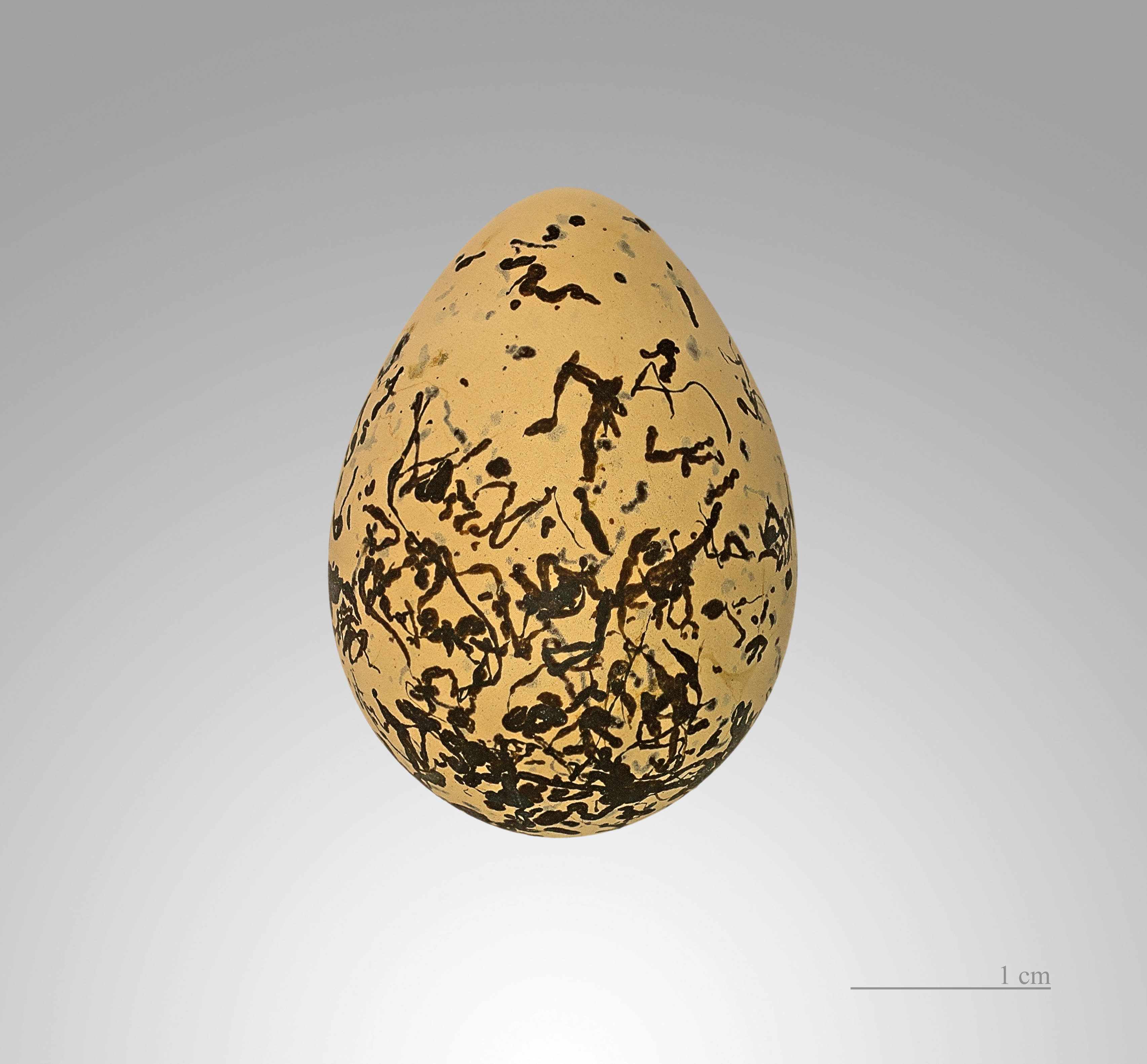
Trứng của Charadrius alexandrinus

Choi choi cổ khoang (tên khoa học: Charadrius alexandrinus) là một loài chim trong họ Charadriidae.
Dù được gọi là choi choi Kent, loài này không còn sinh sản ở Kent, hoặc thậm chí cả Vương quốc Anh. Nó sống trong một phạm vi rộng, từ Nam Âu đến Nhật Bản và Ecuador, Peru, Chile, miền nam Hoa Kỳ và vùng Caribbean.
Ủy ban Bắc Mỹ của Liên hiệp các nhà điểu cầm học Mỹ và Danh mục Chim thế giới IOC Bird đã bỏ phiếu vào ngày hoặc trước tháng 7 năm 2011 để phân chia loài này với loài choi choi tuyết châu Mỹ, tuy nhiên, không có ủy ban khác bỏ phiếu để thay đổi phân loại. 
Loài này có thân dài 15–17 cm. 

## Hình ảnh

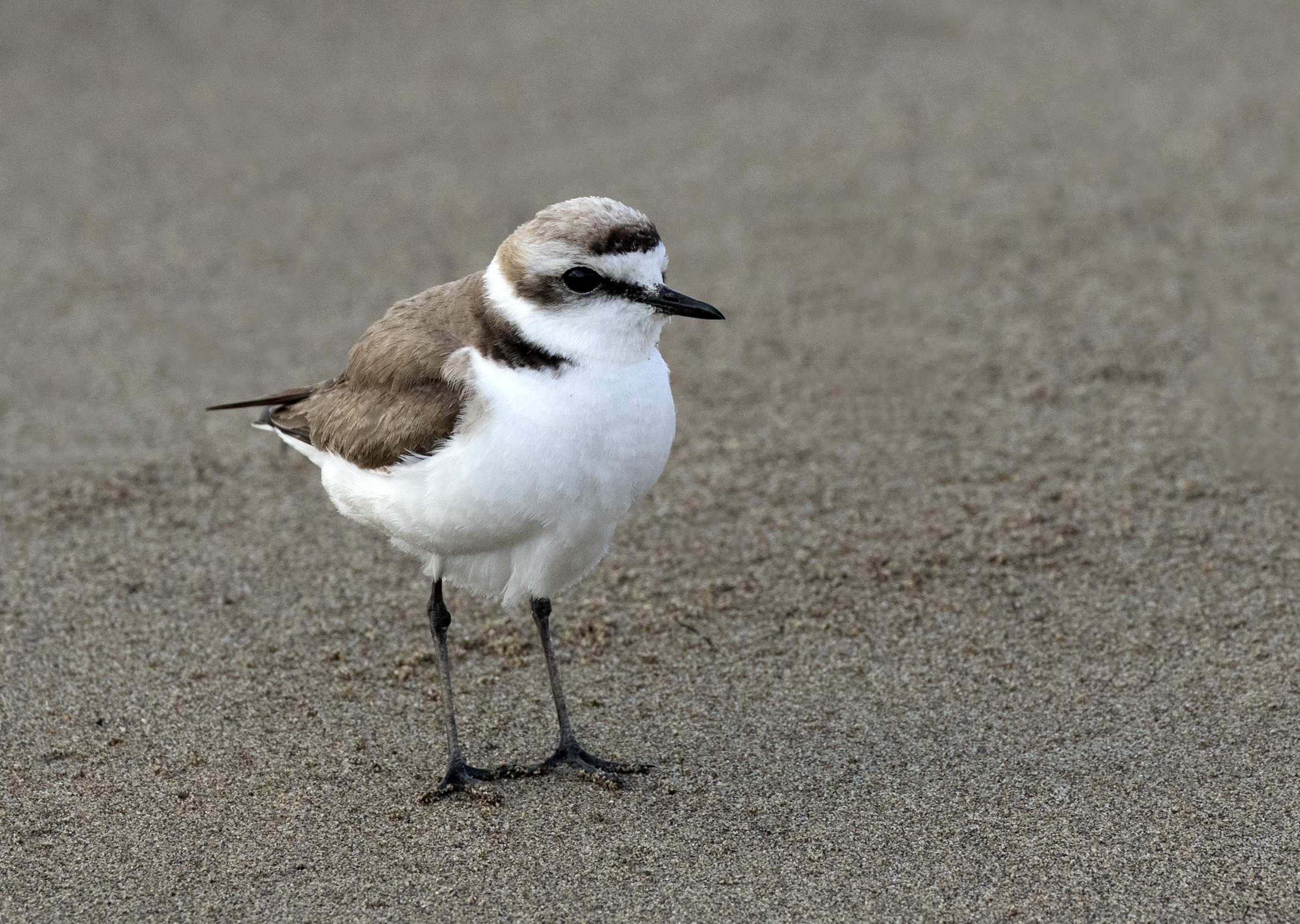
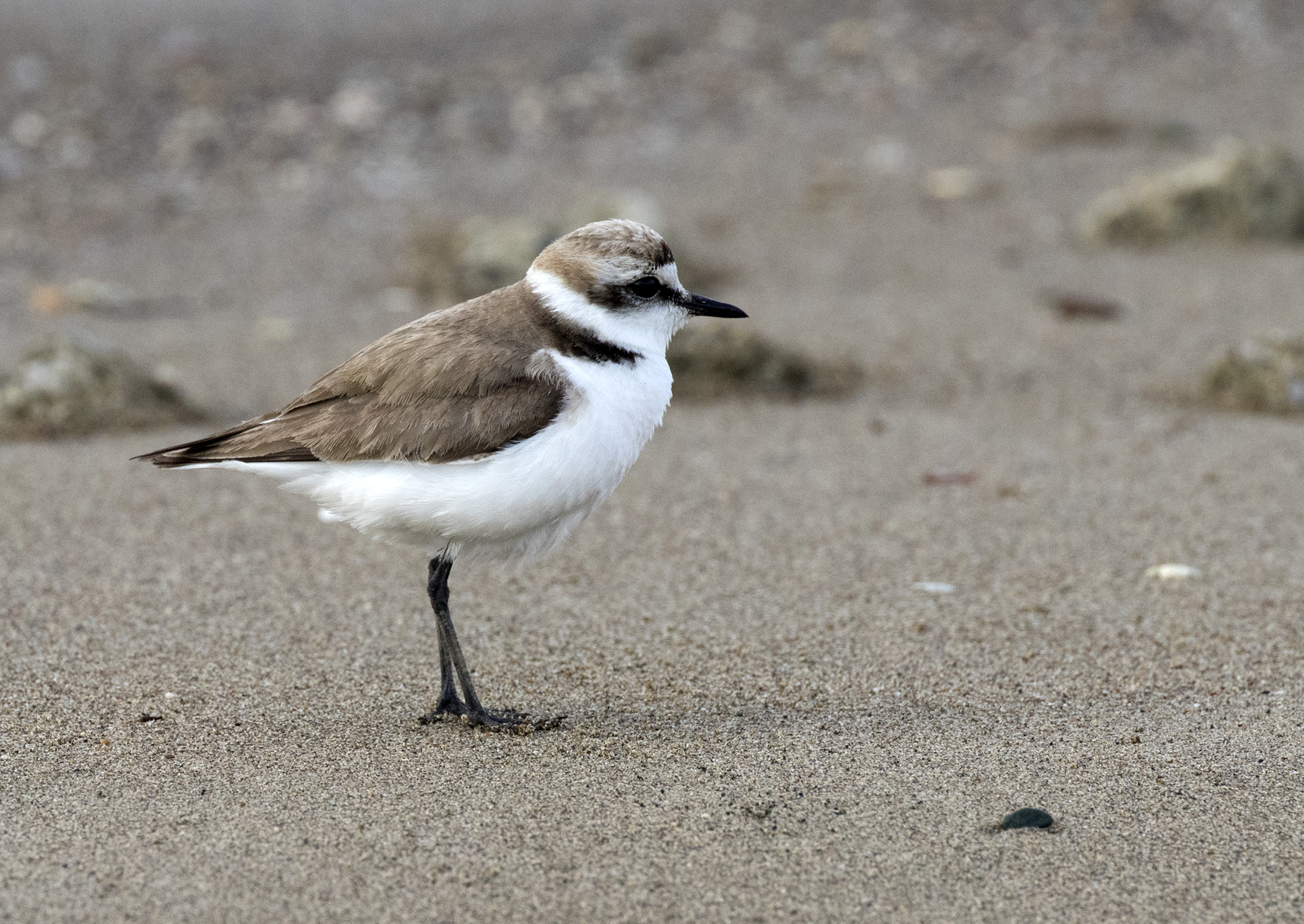
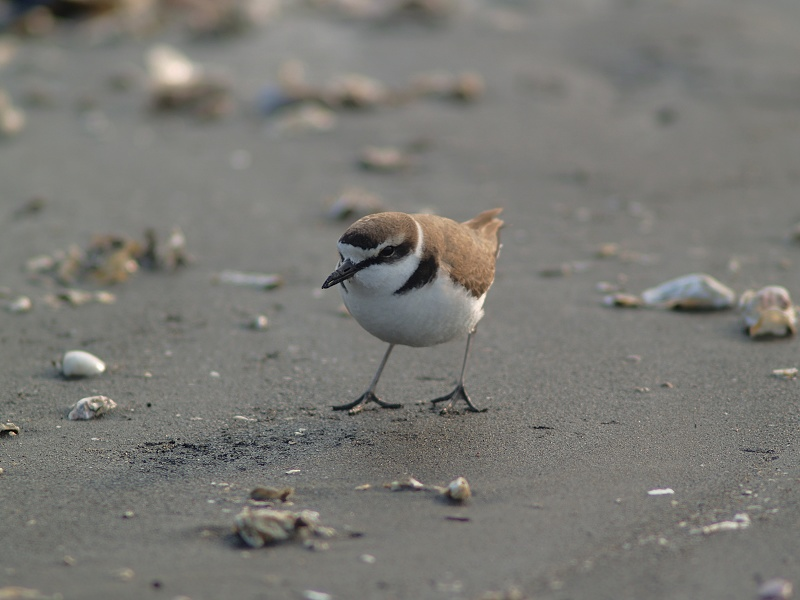